# 元綠壽司

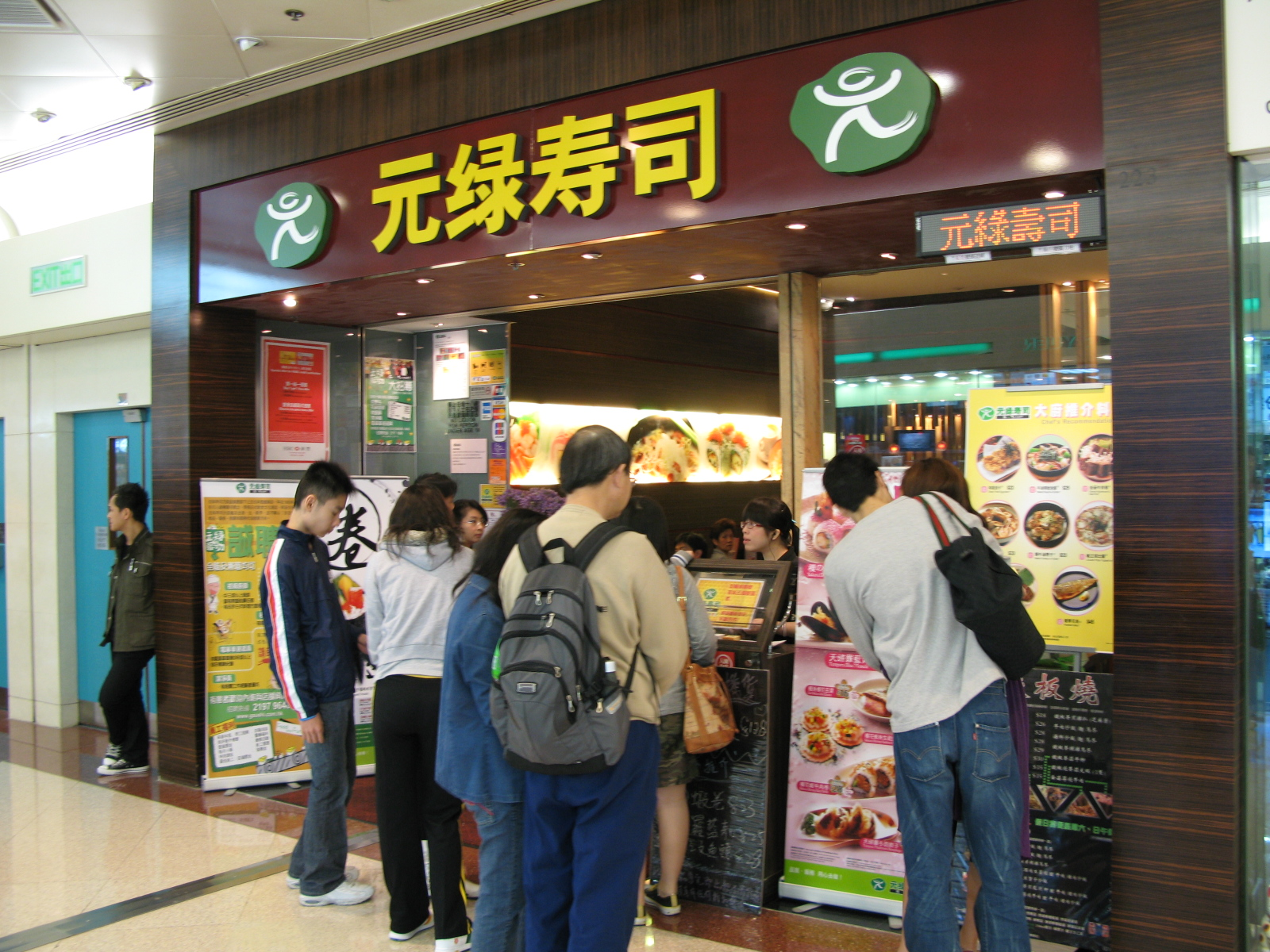
元綠壽司荷里活廣場分店（2008年）

元綠壽司是香港一間日式綜合食品餐廳，為英皇集團轄下的飲食業務。於天水圍的最後一間分店已經在2016年2月底結業。
始創年份約於1991年由當時栢寧頓集團引入（當時為元祿壽司，到1996暑假改為元綠），第一間將迴轉壽司帶到香港的壽司店，第一間分店於沙田新城市廣場以碟碟10蚊作招來，由於當時未盛行日本菜生意一般，直至1995-96年與香港無線電視合作“超級無敵獎門人”遊戲節目，「辣辣壽司邊個食」將迴轉壽司變成潮流， 全盛時期有41間分店分佈於港、九、新界。後來更作多元化發展食迴轉壽司同時有爐端燒，卡拉ok非常創新，由於部份分店營業時間由上午11時至凌晨4時，於晚上到凌晨都人流不絕，中段時期更設立元綠咭供客人儲分換禮品，禮品中最吸引為自家推出壽司金飾（三文魚，蛋壽司造型足金耳環，手鏈）
不過到1998年亞洲金融風暴之後，壽司店易手環球飲食集團（亦即英皇），由最初以成龍為代言人，壽司亦變為5種價錢，每碟10元已成歷史；因為經濟下滑，店舖數量亦不停下降，到2000年壽司工場亦結束，2012年後只剩天水圍一間分店，該間分店也在2016年2月底結業。

## 環保
2008年9月，環保組織地球之友化驗本港14間日式及快餐連鎖店的即棄筷子，個別樣本的防腐劑二氧化硫及霉菌含量，卻較其他食肆高。元綠壽司市場部助理經理劉德良透露，9月中開始全線停用即棄筷子。